# Cryptodesmus obtusus
Cryptodesmus obtusus är en mångfotingart som beskrevs av Demange och Jean-Paul Mauriès 1975. Cryptodesmus obtusus ingår i släktet Cryptodesmus och familjen Cryptodesmidae. Inga underarter finns listade i Catalogue of Life.